# Euryopa clarindae
Euryopa clarindae is een keversoort uit de familie Phengodidae. De wetenschappelijke naam van de soort is voor het eerst geldig gepubliceerd in 1996 door Wittmer.